# Václav Rohlíček
Václav Rohlíček (10. května 1914 Třeboň – 17. července 1989 Hradec Králové) byl český architekt.
Vystudoval fakultu architektury na pražském Českém vysokém učení technickém, kde působili Antonín Engel, významná pedagogická osobnost ve světě architektury, i zástupci progresivnější generace Antonín Ausobský a Vladimír Krch.
V roce 1949, tedy ve svých 35 letech, Rohlíček nastoupil do Stavoprojektu v Hradci Králové. Právě tam vznikla většina jeho projektů a realizací. Václav Rohlíček byl součástí královéhradeckého týmu pro územní plánování pod vedením Jana Rejchla, a to spolu s Břetislavem Petránkem, Františkem Křelinou st. a Janem Zídkou.
Jedním z prvních Rohlíčkových projektů bylo územní řešení sídliště Orlická kotlina, které navazovalo na myšlenku polootevřených bloků s parky a hřišti uprostřed. Spolu s Janem Rejchlem a Františkem Steinerem navrhl v návaznosti na avantgardní tradici dětský pavilon fakultní nemocnice (1948–1957).
Jedním z klíčových Rohlíčkových děl (návrhů a realizací) byla dostavba školním areálu v Zálabí, když v letech 1956–1959 pietně a s citem upravil původní návrh Josefa Gočára z roku 1931 na dostavbu dívčí obecné a měšťanské školy. Oproti původnímu plánu byla stavba zmenšena a upravena tak, aby vyhovovala novým trendům a potřebám. Po čtvrt století od výstavby první části školního komplexu se navíc používaly jiné materiály. Aby novostavba zapadala do již existujícího souboru školních budov z neomítaných režných cihel, nechal Rohlíček novou část obložit keramickým obkladem. Novější budova zrcadlově dotvořila dříve postavenou část areálu. Jelikož jde o mimořádný doklad naplnění koncepce z meziválečného období v době socialismu, je dvoupatrová funkcionalistická stavba od roku 2019 zapsána v seznamu kulturních památek České republiky.
V 80. letech 20. století ještě Rohlíček zásadně přestavěl mateřskou školu od Josefa Gočára ve stejném školním areálu na školní jídelnu. V rámci rekonstrukce došlo k zasklení lodžie a ubourání vysokého komínu, jenž byl původně dominantou školních budov. Tato rekonstrukce byla podle historika architektury Jakuba Potůčka necitlivá, čímž se odlišila od jeho úpravy Gočárova školního projektu o třicet let dříve.

## Dílo

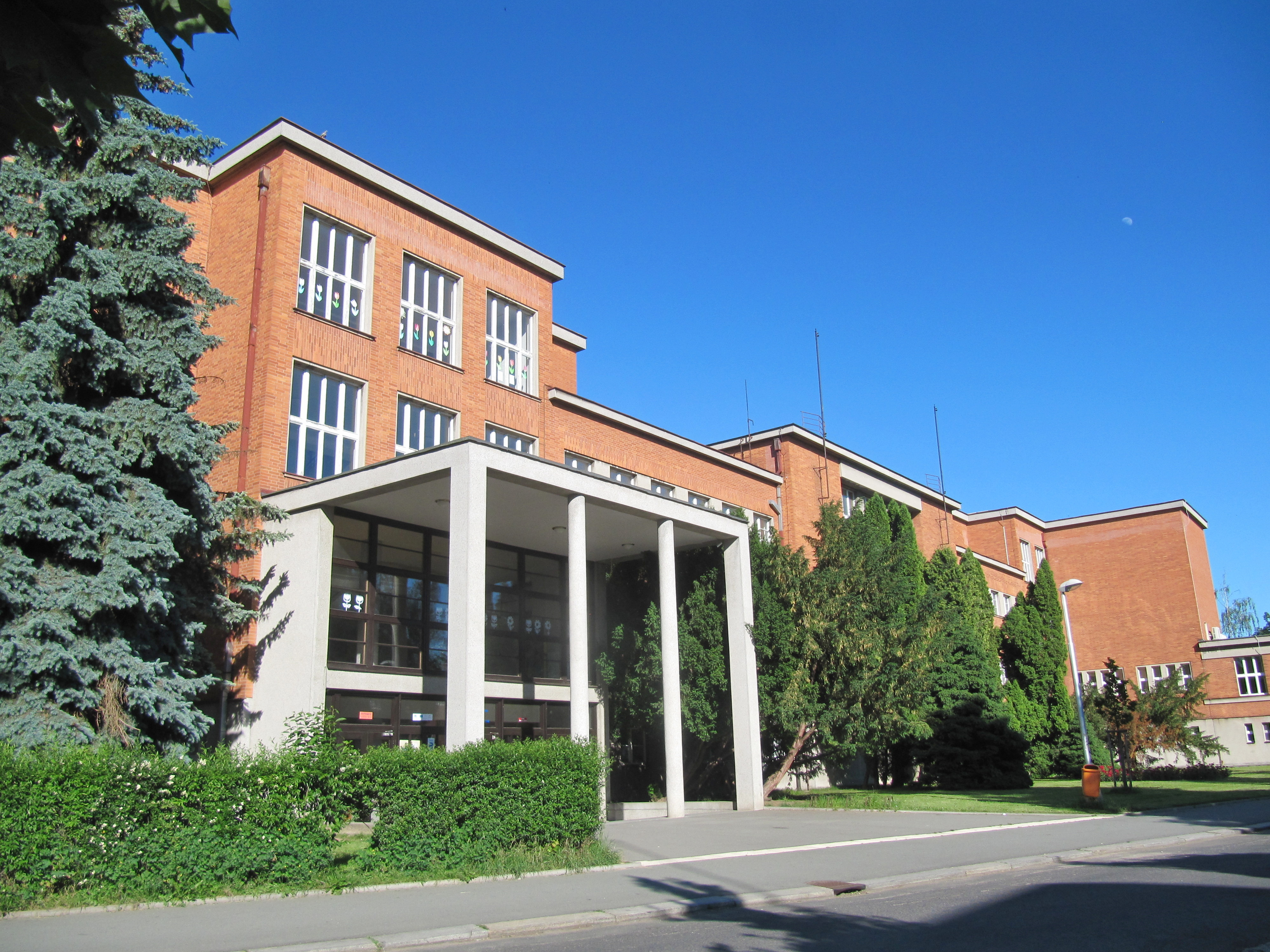
Škola v Zálabí

Rohlíčkovo dílo se soustředilo především v Hradci Králové. Část z jeho díla je i na seznamu památkově chráněných objektů, např. funkcionalistická budova školy v Zálabí, která je cennou ukázkou naplnění prvorepublikové koncepce v době socialismu. Jednalo se o nejsilnější návaznost na meziválečnou architekturu v poválečném období ve městě.
- Hradec Králové: dětský pavilon ve Fakultní nemocnici Hradec Králové, Sokolská 581 (s Janem Rejchlem a Františkem Steinerem), 1948–1957
- Hradec Králové, sídliště Orlická kotlina (urbanistická koncepce a obytné objekty), 1950–1958
- Hradec Králové, Pražské Předměstí: obytné domy čp. 1250–1252 (s Františkem Steinerem), 1956–1959
- Hradec Králové, Zálabí: škola (pietní dostavba navazující na koncepci na projekt Josefa Gočára z roku 1931), 1956–1959[2]
- Hradec Králové: urbanistická koncepce sídliště Labská kotlina II. (s Břetislavem Petránkem), 1958–1959
- Ústí nad Labem: interiéry domu ROH (s Janem Rejchlem), 1960–1965
- Hradec Králové, Malšovice: Sídliště Malšovice (s Františkem Steinerem), 1965–1974
- Hradec Králové, Věkoše: Sídliště Pouchov – Věkoše (s Františkem Steinerem), 1968–1976
- Hradec Králové: Propojení centra města se sady: úprava schodiště Kozinka či vybudování schodiště mezi Klicperovým divadlem a Žižkovými sady, 1968–1970[1]